# عمارة طفيلية
العمارة الطفيلية (بالإنجليزية: Parasitic Architecture) هو أسلوب تصميم معماري يعتمد على بناء هياكل جديدة تلتصق أو تتكامل مع مبانٍ أو بنى تحتية قائمة. يهدف هذا النهج إلى استغلال المساحات الحضرية غير المستخدمة، مثل أسطح المباني والفجوات بينها، لإنشاء مساحات سكنية أو وظيفية جديدة.
تُعد العمارة الطفيلية حلاً مستدامًا للتوسع الحضري، حيث تقلل من الحاجة إلى استهلاك أراضٍ جديدة وتساهم في إعادة توظيف المباني القائمة. ومن أمثلتها البارزة "منزل كيريت" في وارسو، و"البيت على السطح" في أوتريخت. كما يُستخدم هذا المفهوم في التعليم المعماري لتعزيز التفكير الإبداعي لدى الطلاب في حل مشكلات الكثافة السكانية.